# A Ciambra
A Ciambra è un film del 2017 diretto da Jonas Carpignano.
Il film è stato presentato nella sezione Quinzaine des Réalisateurs al Festival di Cannes 2017. Alla Quinzaine des Réalisateurs il lungometraggio vince l'onorificenza che permetterà al film di ricevere il sostegno dell'Europa Cinemas Network.

## Trama
Nella comunità rom di Gioia Tauro (Reggio Calabria), la Ciambra, vive Pio, un ragazzino sveglio e smaliziato cresciuto molto in fretta. Tra alcol, fumo e furti, segue le orme criminali del fratello Cosimo, intessendo relazioni con tutte le diverse realtà etniche e sociali presenti nel suo degradato quartiere. Quando il padre e il fratello vengono arrestati è lui che deve provvedere al sostentamento della numerosa famiglia, dimostrando di essere davvero "un uomo".

## Produzione
Produzione internazionale con regista italo-statunitense. Tra i produttori esecutivi del film vi è Martin Scorsese.
Il film è stato principalmente girato nel territorio di Gioia Tauro. Le riprese del prologo sono state effettuate sulle sponde della diga di Monte Cotugno a Senise, in Basilicata.

## Distribuzione
Il film è stato presentato in anteprima al Festival di Cannes 2017 nella sezione Quinzaine des Réalisateurs. È stato distribuito nelle sale cinematografiche italiane il 31 agosto 2017.
Il film è stato selezionato per rappresentare l'Italia ai premi Oscar 2018 nella categoria Oscar al miglior film in lingua straniera, per poi essere escluso dalla candidatura il 15 dicembre 2017.

## Riconoscimenti
- 2017 - Festival di Cannes
  - Premio Europa Cinema Label
- 2018 - David di Donatello
  - Miglior regista a Jonas Carpignano
  - Miglior montaggio a Affonso Gonçalves
  - Candidatura per il Miglior film a Jonas Carpignano
  - Candidatura per la Migliore sceneggiatura originale a Jonas Carpignano
  - Candidatura per il Miglior produttore a Stayblack Productions, Jon Coplon, Paolo Carpignano e Rai Cinema
  - Candidatura per la Miglior fotografia a Tim Curtin
  - Candidatura per il Miglior suono a Giuseppe Tripodi, Florian Fevre e Julien Perez
- 2018 - Ciak d'oro
  - Miglior sonoro a Giuseppe Tripodi[9]